# Вулиця Івана Гонти (Київ)
Ву́лиця Іва́на Го́нти — вулиця в Шевченківському районі міста Києва, місцевість Сирець. Пролягає від вулиці Олени Теліги до  Парково-Сирецької вулиці.

## Історія
Вулиця виникла в середині XX століття під назвою Нова. Сучасна назва на честь один з керівників Коліївщини Івана Гонти — з 1957 року.